# Canadian Military Pattern truck

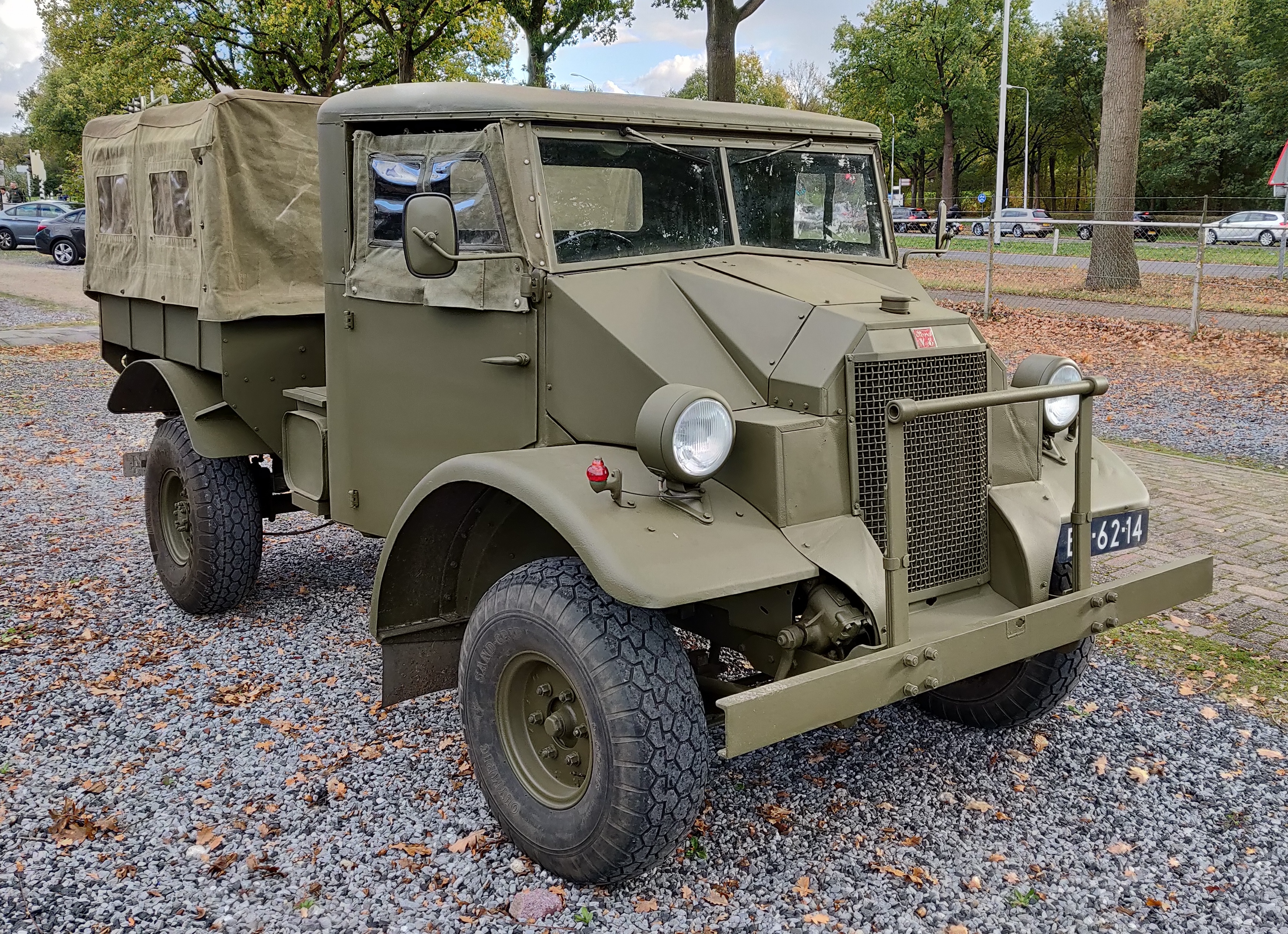
Chevrolet C8 CMP-vrachtwagen met cabine nummer 11

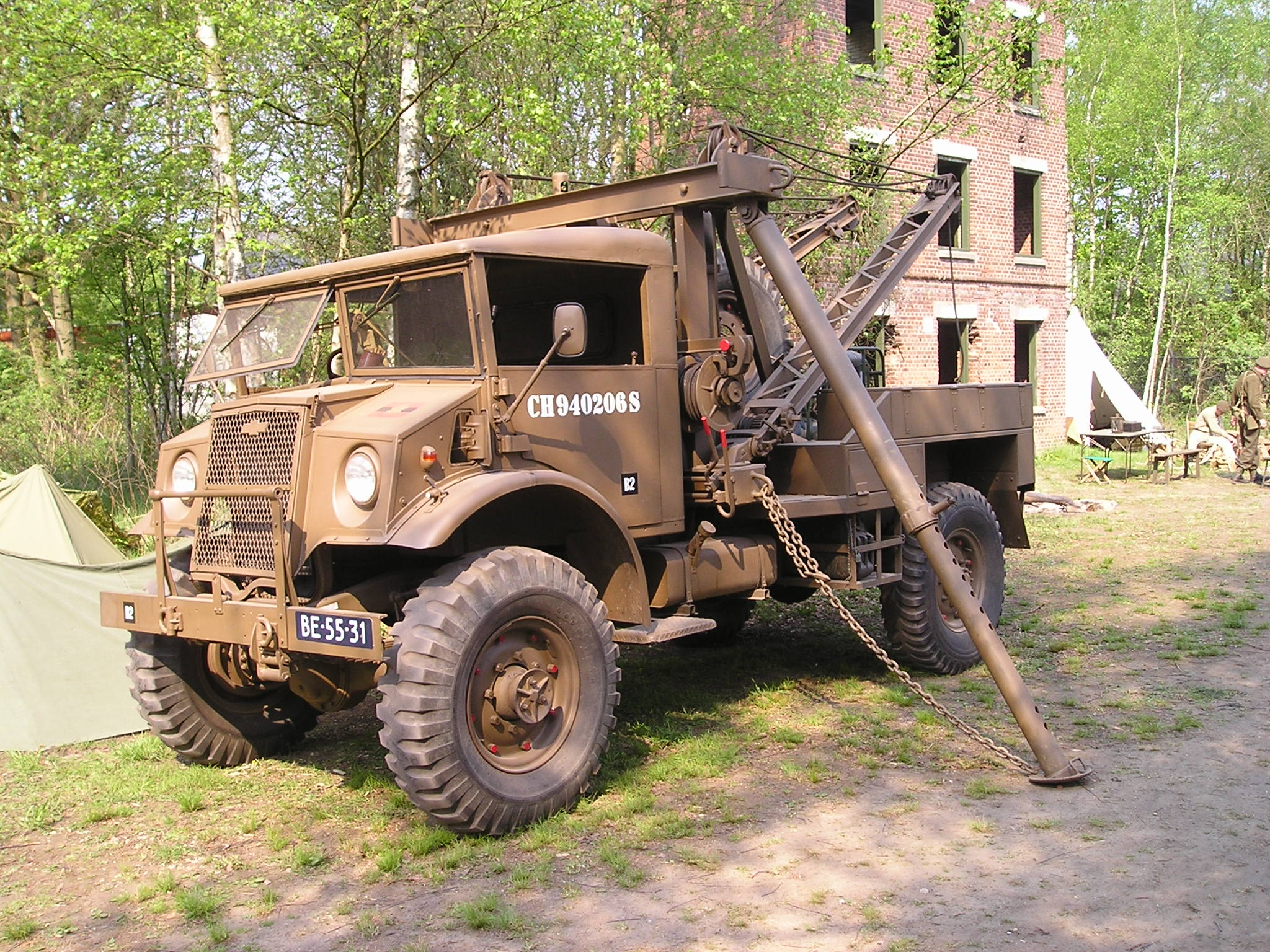
Chevrolet CMP-bergingsvoertuig met cabine nummer 13

De Canadian Military Pattern truck was een klasse van militaire voertuigen die tijdens de Tweede Wereldoorlog zijn geproduceerd in Canada. In de oorlog zijn bijna 400.000 exemplaren van deze klasse van de lopende band gerold. De voertuigen werden vooral in de fabrieken van Amerikaanse autofabrikanten in Canada geproduceerd, veelal naar Brits ontwerp. De voertuigen zijn door Britse en Britse Gemenebest-strijdmachten gebruikt op bijna alle strijdtonelen.

## Geschiedenis
Medio jaren dertig werden de eerste gesprekken gevoerd tussen de Britse en Canadese regering over een mogelijke militaire samenwerking op het gebied van de productie van militair materieel, waaronder voertuigen. De eerste concrete opdracht in dit kader was het verzoek van het Canadese ministerie van Defensie in 1937 aan de Amerikaanse autofabrikanten Ford en General Motors om een prototype te bouwen van een Canadese versie van het Britse, lichte 15-cwt-infanterievoertuig.
Reeds in 1938 verschoof de aandacht naar zwaardere voertuigtypen, met zowel 4×4- en 6×4-aandrijving. In hetzelfde jaar werden Ford en General Motors ook gevraagd een 6×4-versie te ontwerpen op basis van de Britse, middelzware 6×4-artillerietrekker de Scammell Pioneer.
Naarmate de oorlogsdreiging groter werd nam de intensiteit van de samenwerking toe. In 1939 lagen de plannen klaar om in Canada op grote schaal militaire voertuigen te produceren op basis van Britse ontwerpen. Deze voertuigen behoorden tot de zogenaamde "Department of National Defence (DND) Pattern". In een latere fase, toen de productie van voertuigen op een veel grotere schaal plaatsvond en de voertuigen in meerdere landen werden ingezet veranderde de naam in "Canadian Military Pattern (CMP)".  
Bij de aanvang van de Tweede Wereldoorlog was een groot deel van de Canadese productiecapaciteit voor automobielen al in gebruik voor het maken van militaire voertuigen. Tijdens de terugtrekking van de Britse en Franse legers uit Duinkerke waren grote hoeveelheden militair materieel achtergebleven op de Franse stranden. Er was een acute militaire noodzaak deze verliezen zo snel als mogelijk te compenseren met nieuwe voertuigen. 
De Canadese productie van militaire voertuigen bestond aanvankelijk uit civiele modellen aangepast voor militair gebruik en later uit specifiek voor het leger ontwikkelde modellen. De aangepaste civiele voertuigen kregen met name een sterker chassis, grotere banden en een simpelere bestuurderscabine. CMP-voertuigen kregen het stuur aan de rechterkant, naar Brits gebruik, terwijl in Canada het stuur aan de linkerzijde de norm was. De nadruk lag op middelzware modellen. De jeep met een laadvermogen van 0,25 ton rolde in grote aantallen uit de Amerikaanse fabrieken en de zware vrachtwagens, met meer dan 3 ton laadvermogen, werden ook in de Verenigde Staten geproduceerd.
Tot 1 september 1945 zijn in totaal 857.970 militaire voertuigen geproduceerd in Canada. Hiervan waren:
- 338.299 exemplaren 4×2 voor militaire doeleinden aangepaste civiele voertuigen;
- 390.273 stuks 4×4, 4×4, 6×6 en 6×6 speciaal voor het leger ontwikkelde voertuigen, de CMP's;
- 50.241 gepantserde wiel- en rupsvoertuigen en ten slotte
- 19.663 aanhangwagens (ook CMP's).

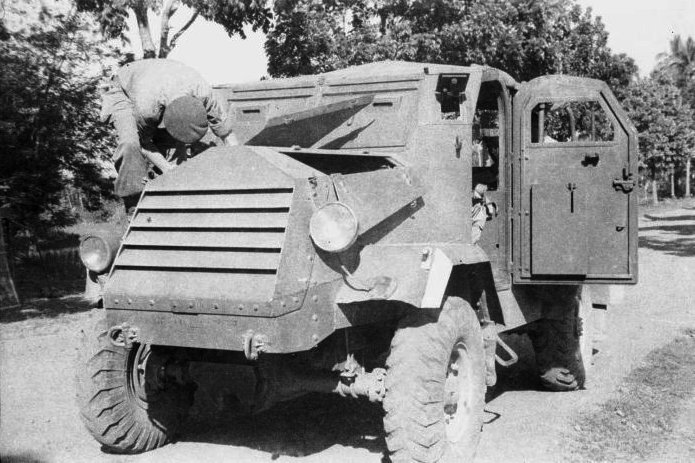
GM C15TA pantserwagen in gebruik bij Nederlandse leger in Indonesië, collectie Tropenmuseum

De meeste CMP-voertuigen kwamen uit de fabrieken van Amerikaanse autofabrikanten zoals Chevrolet, onderdeel van General Motors, Ford en Dodge, onderdeel van Chrysler. Grote fabrieken van Dodge en Ford lagen ten zuidoosten van Detroit, net in Canada. Chevrolet had een grote fabriek in Oshawa aan de kust van het Ontariomeer. Intensieve samenwerking tussen, met name, Chevrolet en Ford op het gebied van ontwerp en productie van onderdelen én veel overcapaciteit, vanwege de terugval in de vraag naar civiele vrachtwagen als gevolg van de economische depressie, maakten een sterke stijging van de militaire voertuigproductie in korte tijd mogelijk. Canada leverde ook voertuigen in bouwpakketten aan andere Britse Gemenebest landen die ze lokaal, eventueel met lokale toeleveranciers, assembleerden.
Van alle geproduceerde vrachtwagens in Canada, was het aandeel van de CMP's zo'n 50%. De meest voorkomende CMP was de 4×4-vrachtwagen met een toegestaan maximaal laadvermogen van 3 ton (inclusief de modellen C60S, C60L, F60S en F60L). Van deze versie zijn 209.000 stuks gefabriceerd. Verder zijn ongeveer 9.500 4×4-chassis gebruikt voor de bouw van pantserwagens.
Na de oorlog zijn veel CMP-vrachtwagens in gebruik gebleven, waaronder in Nederland, België, Denemarken, Noorwegen, Portugal, Spanje. Buiten Europa waren landen als Zuid-Afrika, Argentinië, Jordanië, Vietnam en Maleisië. Veel voertuigen zijn direct na de oorlog overgegaan naar civiele bedrijven.

## Belangrijkste versies van de CMP-klasse
De Ford en Chevrolet voertuigen hadden een standaardbestuurderscabine. Er waren drie versies met de aanduiding: nummer 11, 12 en 13 respectievelijk. De eerste twee ontwerpen waren in grote mate identiek, met uitzondering van de bescherming van de radiator. De cabine met nummer 13 werd begin 1941 geïntroduceerd en bleef tot aan het eind van de oorlog in gebruik. Alle voertuigen hadden een frontstuurcabine. Dit maakte het voertuig compacter, waardoor ze minder ruimte innamen op de schepen tijdens het transport naar Europa. Vanwege de grote motor was de cabineruimte krap.
De CMP-voertuigen van Ford hadden een V8-benzinemotor van 95 pk. Chevrolet gebruikte een zescilinder-in-lijn-benzinemotor met een vermogen van 85 pk bij 3.400 toeren per minuut.
Naast de standaard vrachtwagen voor algemeen gebruik, waren er ook versies als tankwagen, voor water en brandstof, bergingsvoertuig, mobiele werkplaats, bureauwagen, radiowagen artillerietrekker, trekker, etc.
In de tabel hieronder staan de diverse typen van de CMP vermeld. De Britse maten voor het laadvermogen, zoals 8 cwt, 15 cwt, 30 cwt en 60 cwt komen ongeveer overeen met 0,5 ton, 0,75 ton, 1,5 ton en 3 ton. De CMP-voertuigen met een laadvermogen van 60 cwt werden meestal aangeduid met 3 ton laadvermogen. De toevoeging L (Long) staat voor lange wielbasis en S (Short) voor korte wielbasis.

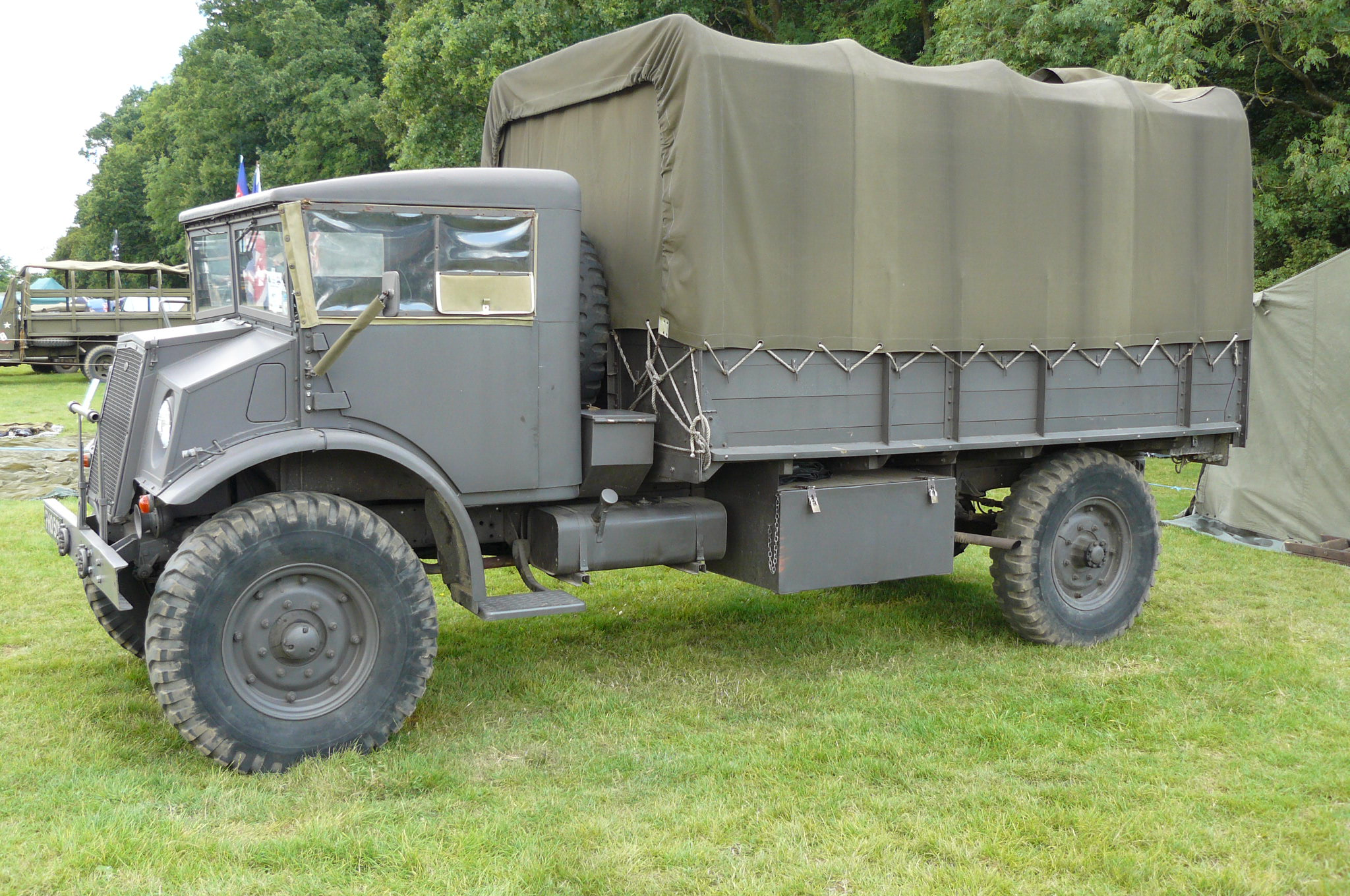
Ford F60L-drietonner

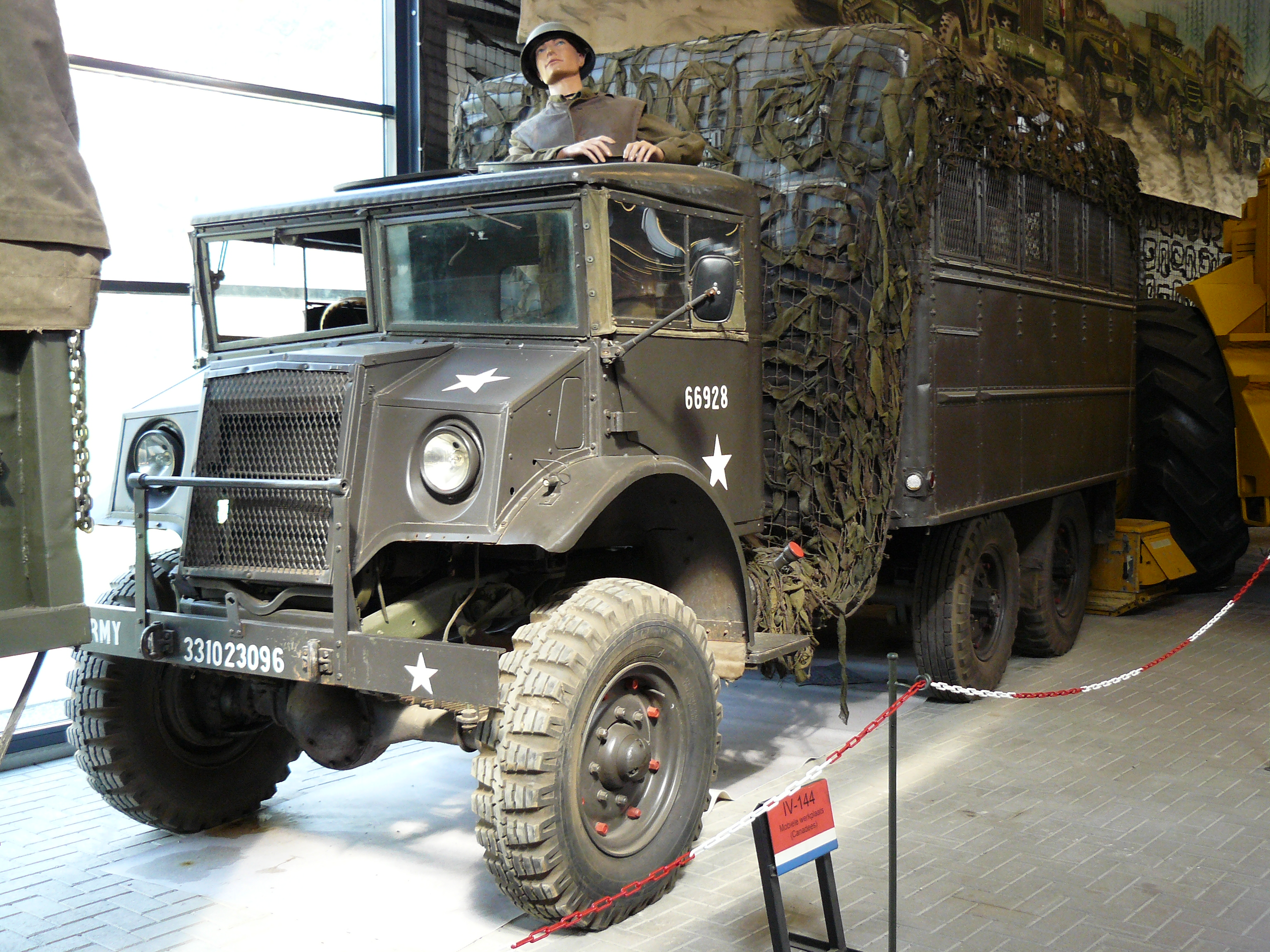
Chevrolet C60X

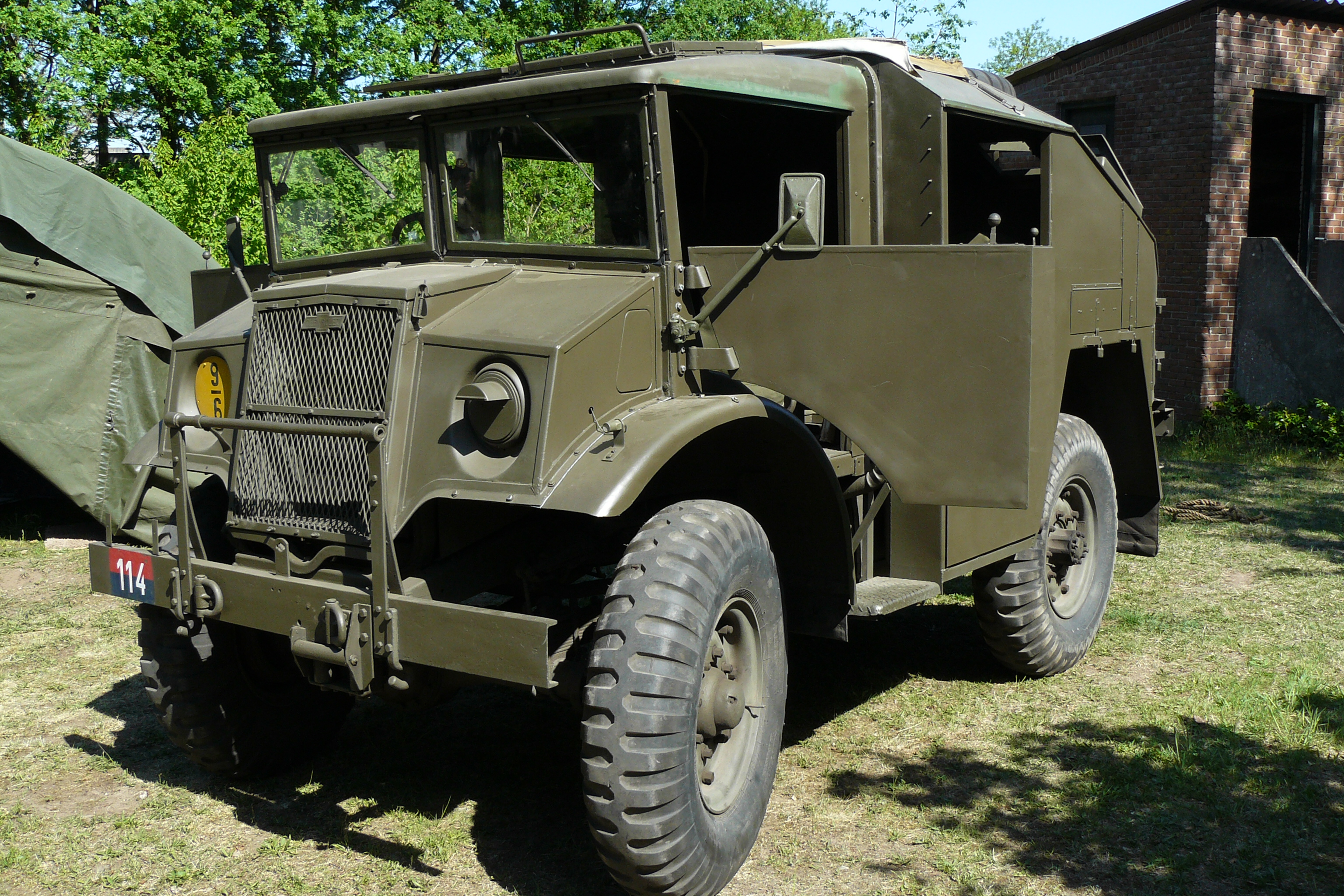
Chevrolet CGT-artillerietrekker

- Ford F8 (4×2, 101 inch-wielbasis, 8 cwt laadvermogen)
- Ford F15 (4×2, 101 inch-wielbasis, 15 cwt)
- Ford F15A (4×4, 101 inch-wielbasis, 15 cwt)
- Ford F30 (4×4, 134 inch-wielbasis, 30 cwt)
- Ford F60B (4×4, 134 inch), dit voortuig was voorzien van een Bofors 40mm-kanon
- Ford F60S (4×4, 134 inch-wielbasis, 3 ton)
- Ford F60L (4×4, 158 inch-wielbasis, 3 ton)
- Ford F60T (4×4, 115 inch-wielbasis, 3 ton)
- Ford F60H (6×4, 160 inch + 52 inch-wielbasis, 3 ton)
- Ford FGT artillerietrekker (4×4, 101,25 inch-wielbasis), het voertuig werd vooral gebruikt voor het 25-ponder kanon
- Ford Lynx Scout Car (4×4, 101 inch-wielbasis) De productie van dit pantservoertuig startte in 1942 en in 1945 waren er in totaal 3.255 geproduceerd
- Chevrolet C8 (4×2, 101 inch-wielbasis, 8 cwt)
- Chevrolet C8A Heavy Utility Truck (4×4, 101 inch-wielbasis, 8 cwt) Diverse uitvoeringen, zoals verbindingsdienstswagen (HUW), ambulance (HUA), algemene dienst (HUP), mobiele werkplaats (ZL) en bureauwagen
- Chevrolet C15 (4×2, 101 inch-wielbasis, 15 cwt)
- Chevrolet C15A (4×4, 101 inch-wielbasis, 15 cwt)
- Chevrolet C15 TA, gepantserde vrachtwagen (4×4, 101 inch-wielbasis, 15 cwt)
- Chevrolet C30 (4×4, 134 inch-wielbasis, 30 cwt)
- Chevrolet C60S (4×4, 134 inch-wielbasis, 3 ton)
- Chevrolet C60L (4×4, 158 inch-wielbasis, 3 ton)
- Chevrolet C60X (6×6, 160 inch + 52 inch-wielbasis, 3 ton, 270 kubieke inch GMC 6-cilinders in-lijnmotor)
- Chevrolet CGT-artillerietrekker (4×4, 101 inch-wielbasis); werd vooral gebruikt als trekker voor het 25-ponderkanon
- General Motors Fox pantserwagen (4×4, 101 inch-wielbasis)
- General Motors Otter (4×4, 101 inch-wielbasis)